# François Feldman
Pour les articles homonymes, voir Feldman.
François Feldman, né le 23 mai 1958 à Paris, est un auteur-compositeur-interprète français.

## Biographie
François Feldman est d'origine russe par son père, tailleur, et belge par sa mère, infirmière scolaire au CES Romain-Rolland de Clichy-sous-Bois en Seine-Saint-Denis où vivait sa famille,,.
Il a trois frères aînés.

### Des débuts difficiles (1977-1985)
François Feldman grandit en banlieue parisienne et passe son adolescence, à Clichy-sous-Bois, au son de la musique soul, Marvin Gaye, Stevie Wonder et James Brown notamment. Sa première guitare lui est offerte par son père à quatorze ans
Dans les radio-crochets, il obtient plusieurs fois le premier prix. Il crée son premier groupe amateur à quatorze ans et se produit dans quelques clubs.
En 1977, François Feldman sort son premier disque 45 tours, publié sous le label Eurodisc, avec la chanson Comme une petite fille qu'il a écrite et composée.
En 1980, François Feldman fait la connaissance d'Ernest Salfati auteur-compositeur avec qui il décide de faire prendre à sa musique une tangente inspirée de la musique disco-funk américaine. C'est dans cet esprit qu'il enregistre les premiers titres avec son groupe Yellow hand, Faut qu'j'oublie et You Want Every Night, puis en tant qu'artiste solo Ma petite vidéo en 1982 (qui rencontre un certain écho au Québec), Folle sur les bords en 1983, Wally Boule Noire et Obsession en 1984, et enfin Amour de corridor en 1985, sans connaître un grand succès.

### Les trois premiers albums et le succès (1986-1992)
Ce n'est qu'à l'automne 1986 que le chanteur sort véritablement de l'ombre avec la parution de son 45 tours Rien que pour toi, qui lui permet d'atteindre enfin la notoriété avec plus de 300 000 exemplaires vendus (12e place au Top 50 français). En 1987, il publie son premier album, Vivre, vivre, et, bien que le 45 tours Demain c'est toi manque le Top 50, il enchaîne ensuite plusieurs succès avec les autres singles extraits : Slave (classé no 5 au Top 50), Je te retrouverai (no 19) et Le mal de toi (no 9). Ces chansons écrites par Jean-Marie Moreau et composée par François Feldman marquent le début d'une longue collaboration entre les deux hommes. Vivre vivre atteint la 9e place du Top albums et reçoit un disque de platine ; l'artiste a alors trente ans.
Le succès se confirme en 1989 avec le deuxième album, Une présence, qui contient plusieurs tubes : Joue pas en duo avec Joniece Jamison (classé no 2 au Top 50 français, et 46e en Allemagne), Les Valses de Vienne (no 1 durant 6 semaines) , C'est toi qui m'as fait (no 2), Petit Frank (no 1 durant 3 semaines) et J'ai peur, également en duo avec Joniece Jamison (no 7). Une présence devient disque de diamant, dépassant le million d'exemplaires vendus. En 1990, il compose la musique de Ce soir je t'ai perdu pour Mireille Mathieu.
Son troisième album Magic’ Boul’vard paraît en 1991 et représente le dernier grand succès de François Feldman. Il contient plusieurs hits : Le serpent qui danse en hommage à Baudelaire et Gainsbourg (no 15), Magic' Boul'vard (no 12), Tombé d'amour (no 8) et surtout Joy dédié à sa fille (no 1 durant huit semaines en 1992). Feldman devient alors le premier chanteur à avoir occupé la première place du Top 50 avec trois singles. Fin 1992, sort son album live Feldman à Bercy, le titre extrait, Existe, rencontre cependant moins d'écho (no 45).

### Retour à une carrière confidentielle (depuis 1993)

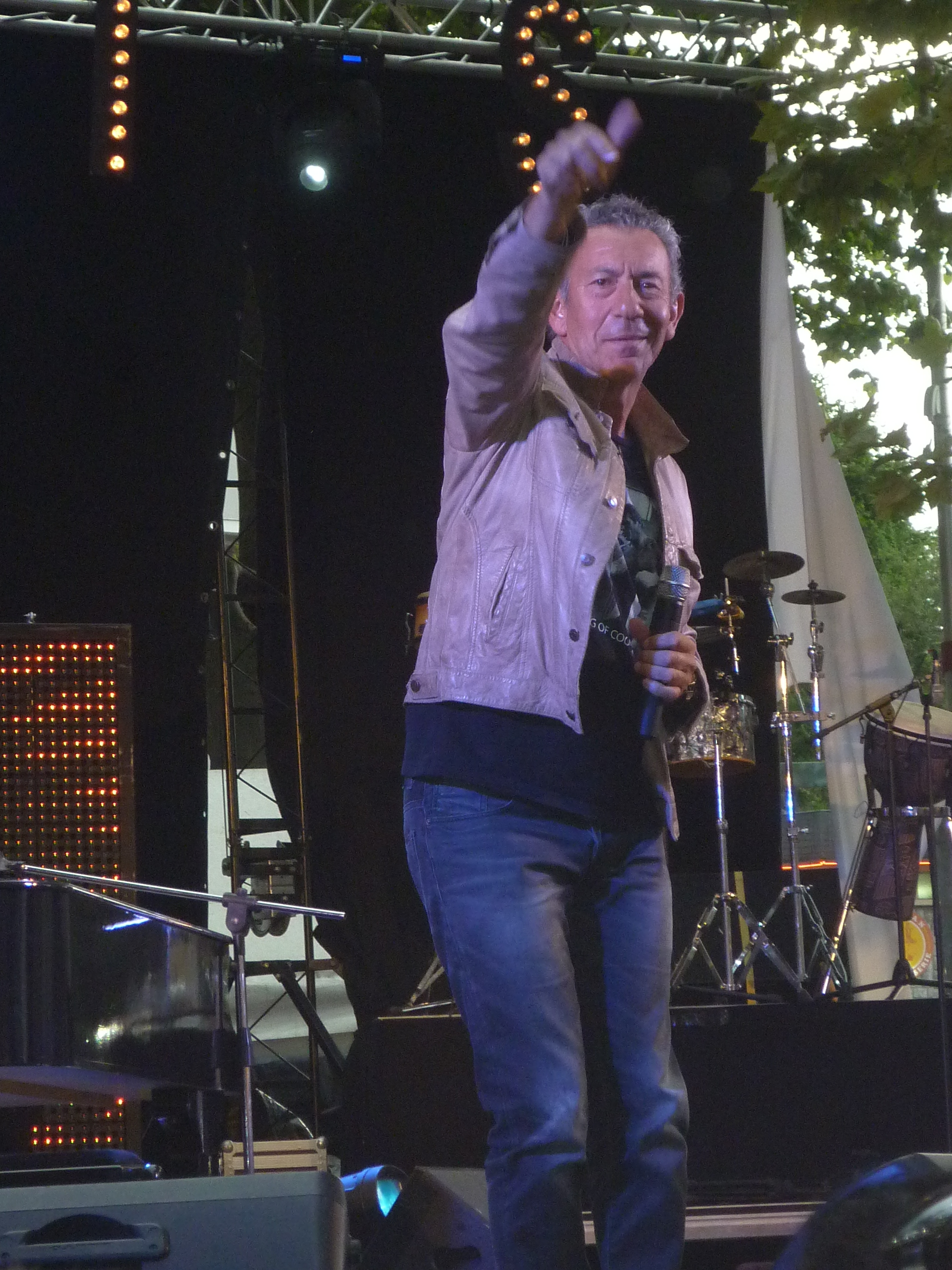
François Feldman en concert (showcase) à Foix en 2014.

En 1993, paraît son quatrième album studio Indigo qui connaît un début prometteur puisqu'il entre directement à la 13e place du Top Albums. Cependant, il en sort au bout de quelques semaines et les trois singles extraits ne parviennent pas à s'imposer : Elle est bien trop belle, Fais tomber la pluie et Le P'tit Cireur (aucun n'atteint le Top 50).
Après avoir rencontré un important succès les années précédentes, François Feldman connaît alors une traversée du désert. Malgré la sortie de trois albums successifs, À contre-jour en 1995, Couleurs d’origine en 1997 et Des larmes et de l’amour en 2004, il est dorénavant peu présent dans les médias, excepté dans des émissions consacrées aux années 1980 ou 1990. Ses ventes deviennent plus confidentielles. Il continue sa carrière en donnant des galas à travers la France.
Invité à chanter lors du Téléthon 1996, il commet une maladresse en invitant le public, composé majoritairement de personnes atteintes de myopathie, à se lever. Il s'exclame « Tout le monde debouuuut !… » avant de se rendre compte de sa bourde et de finir sur «…là-bas ! » en désignant une petite partie du public ne se trouvant pas en fauteuil roulant.
En 1997, sa double compilation Two Feldman, qui contient notamment une douzaine de tubes, se classe no 2 au Top Compilations (Best Feldman est sa version simple) et sera certifiée double disque d'or.
En 2007 et 2010, il participe à la tournée RFM Party 80, un spectacle musical qui rassemble des chanteurs ayant été en tête du Top 50 dans les années 1980. Le film Stars 80, produit par Thomas Langmann et sorti le 24 octobre 2012, raconte de manière humoristique l'aventure de cette tournée à succès qui a réuni plus d'un million de spectateurs. François Feldman y joue son propre rôle.
En 2011, la chanson Joy est utilisée dans la bande originale du film Un jour.
À partir du 26 février 2015, il remplace Jean-Luc Lahaye pour la tournée Stars 80. En 2017, il reprend son propre rôle dans Stars 80, la suite produit par Thomas Langmann.
En avril 2018, paraît le huitième album studio de François Feldman, aux sonorités funky et RnB : Vivant, où apparaît sa fille dans le clip.
En 2020 paraît son album à l'inspiration reggaeton et musique latine avec un premier extrait Cordoba en duo avec la chanteuse Claudia.

## Vie privée
De son union avec la chanteuse Fanny Gardel, de son vrai nom Caroline Gardel, il a eu une fille, Joy, née le 7 septembre 1990, à qui il dédie une chanson du même nom sorti en single deux ans plus tard, tiré de son troisième album : Magic' Boul'vard, sorti en 1991,.
Séparé de la mère de sa fille depuis de nombreuses années, François Feldman a aujourd'hui reconstruit sa vie dans le sud de la France tandis que sa fille, Joy, est restée à Paris où elle entame une carrière de comédienne depuis 5 ans.

## Discographie
Albums studio
- 1987 : Vivre, vivre
- 1989 : Une présence
- 1991 : Magic’ Boul’vard
- 1993 : Indigo
- 1996 : À contre-jour
- 1997 : Couleurs d’origine
- 2004 : Des larmes et de l’amour
- 2018 : Vivant
- 2020 : Latino
- 2021 : L'Origine

Mini-album
- 1983 : Ma petite vidéo

Album en concert
- 1992 : Feldman à Bercy
- 2020 : Feldman Le Live

## Filmographie
- 2012 : Stars 80 : lui-même
- 2017 : Stars 80, la suite : lui-même